# HD 189127
HD 189127，又名BD+57 2092，SAO 32116、HR 7626，是一颗恒星，视星等为6.09，位于銀經91.35，銀緯15，其B1900.0坐标为赤經19h 53m 23s，赤緯+57° 15′ 9″。